# Baie du Môle
Baie du Môle är en vik i Haiti. Den ligger i departementet Nord-Ouest, i den nordvästra delen av landet, 180 km nordväst om huvudstaden Port-au-Prince.